# هاري بارنز
هاري بارنز (بالإنجليزية: Harry Elmer Barnes) (و. 1889 – 1968 م) هو عالم اجتماع، ومؤرخ العصر الحديث، ومؤرخ، وأستاذ جامعي أمريكي، ولد في أوبورن، نيويورك، وتعلم في جامعة كولومبيا. كان بارنز كاتبا مناهضا للحرب وزعيم حركة المراجعة التاريخية، وعمل في مركز دراسة أسباب الحرب، عُرف في سنواته الأخيرة بمراجعته التاريخية وإنكاره للهولوكوست.

## السيرة الذاتية
بعد حصوله على درجة الدكتوراه من جامعة كولومبيا عام 1918، أصبح بارنز أستاذًا للتاريخ في جامعة كلارك قبل أن ينتقل إلى كلية سميث كأستاذ لعلم الاجتماع التاريخي عام 1923. وفي عام 1929، ترك التدريس ليعمل كصحفي وكاتب مستقل وأستاذ مساعد في بعض الأحيان في مدارس أصغر. وفي الفترة من 1919 إلى 1920 وبين عامي 1923 و1937، ألقى محاضرات بانتظام في مدرسة نيو سكول للأبحاث الاجتماعية. خلال الحرب العالمية الأولى، كان بارنز مؤيدًا قويًا للمجهود الحربي؛ وقد رفضت الهيئة الوطنية للخدمة التاريخية دعايته المناهضة لألمانيا، والتي وصفتها بأنها "عنيفة للغاية بحيث لا يمكن قبولها". بعد الحرب، انعكست آراء بارنز تجاه ألمانيا: فقد أصبح محبًا لألمانيا بقدر ما كان كارهًا لها في السابق. تبنى بارنز وجهة النظر القائلة بأن الولايات المتحدة قاتلت على الجانب الخطأ في الحرب العالمية الأولى. أثناء رحلة بارنز إلى ألمانيا عام 1926، تم الترحيب بالكاتب لجهوده، كما وصفها بارنز، "لتطهير ألمانيا من العار والاحتيال في بند ذنب الحرب في معاهدة فرساي".
خلال رحلته الأوروبية، التقى بارنز بالإمبراطور الألماني السابق فيلهلم الثاني في منزله بهولندا. ووفقًا لبارنز، قال الحاكم السابق إنه "كان سعيدًا بمعرفة أنني لم ألومه على بدء الحرب في عام 1914". ومع ذلك، أضاف بارنز، "لقد اختلف مع وجهة نظري بأن روسيا وفرنسا كانتا المسؤولتين الرئيسيتين. لقد اعتقد أن الأشرار في عام 1914 كانوا اليهود الدوليين والماسونيين الأحرار، الذين زعم أنهم رغبوا في تدمير الدول الوطنية والدين المسيحي". بالإضافة إلى ذلك، خلال هذه الرحلة عام 1926، التقى بارنز بجميع القادة الألمان والنمساويين الناجين من عام 1914. واستنادًا إلى تصريحاتهم، تأكد من اعتقاده بأن ألمانيا لم تكن مسؤولة عن الحرب العالمية الأولى. لمساعدة بارنز في كتاباته ضد ما يسمى بـ ("كذبة ذنب الحرب")، وضع الألمان بارنز على اتصال مع ميلوس بوغيتشيتش، الدبلوماسي الصربي السابق الذي يعيش في برلين. كان يُنظر إليه على أنه شخص غير جدير بالثقة لأنه قدم مقابل الذهب الألماني شهادة كاذبة عن تصرفات الحكومة الصربية في عام 1914. في عام 1926، نشر بارنز كتاب نشأة الحرب العالمية، وهو أول كتاب أمريكي كُتب حوالي عام 1914 وكان يستند إلى المصادر الأولية المتاحة. وزعم أن الحرب العالمية الأولى كانت نتيجة لمؤامرة فرنسية روسية لتدمير ألمانيا. كتب ويجرر عن كتاب نشأة الحرب العالمية أنه "من الصعب للغاية تقديم كتاب أفضل من هذا الكتاب".
أعجبت الحكومة الألمانية بكتابات بارنز حول أسباب الحرب العالمية الأولى إلى الحد الذي جعلها تقدم نسخًا مجانية من مقالاته لتوزيعها على السفارات الألمانية في جميع أنحاء العالم. ورغم أن معظم المؤرخين الألمان في عشرينيات القرن العشرين اعتبروا بارنز مجرد مروج كان عمله يهدف في الأساس إلى جذب الجماهير وليس الجمهور الأكاديمي، فقد وصف المؤرخ الألماني اليميني هانز هيرزفيلد عمل بارنز بأنه "وثيقة في النضال ضد أطروحة ذنب الحرب التي لا يمكن تقدير روحها النبيلة بما فيه الكفاية". وعلق المؤرخ الألماني الكندي هولجر هيرفيج بأن عمل بارنز حول أصول الحرب العالمية الأولى، إلى جانب أعمال أخرى من نفس الاتجاه، ألحق ضررًا أكاديميًا هائلاً، حيث قبلت أجيال من طلاب الجامعات "اعتذارات" بارنز عن ألمانيا باعتبارها الحقيقة. في عام 1969، وصف المؤرخ البريطاني ألان جون بيرسيفال تايلور كتاب نشأة الحرب العالمية بأنه "أكثر الروايات المناصرة لألمانيا سخافة" لاندلاع الحرب في عام 1914.
في وقت لاحق، زعم بارنز أن أدولف هتلر لم يكن يريد خوض الحرب مع الولايات المتحدة وأن الرئيس فرانكلين د. روزفلت هو الذي استفز الهجوم على بيرل هاربور. كما طعن في العديد من جوانب الهولوكوست، مدعيًا أن أعداد القتلى كانت أقل بكثير
نشر بارنز أكثر من 30 كتابًا و100 مقال و600 مقالة ومراجعة كتب، معظمها لمجلة مجلس العلاقات الخارجية ، حيث عمل محررًا ببليوغرافيًا. من خلال إنتاجه العلمي الهائل، كان بارنز يحظى باحترام كبير كمؤرخ. ومع ذلك، بحلول الخمسينيات من القرن العشرين، فقد مصداقيته وأصبح "منبوذًا مهنيًا".

### إنكار الهولوكوست
قام هاري بارنز في وقت من الأوقات بإنكار الهولوكوست في سنواته الأخيرة. بين الحرب العالمية الأولى والحرب العالمية الثانية كان بارنز كاتبا مناهضا للحرب وزعيم حركة المراجعة التاريخية. ابتداءً من عام 1924 عمل بارنز عن كثب مع مركز دراسة أسباب الحرب وهو مركز أبحاث مولته الحكومة الألمانية وكان هدفه الوحيد هو نشر موقف الحكومة الرسمي المتمثل في أن ألمانيا كانت ضحية عدوان الحلفاء في عام 1914 وأن معاهدة فرساي كانت باطلة أخلاقيا. برئاسة الرائد ألفريد فون فيغرر وهو ناشط في الحركة الشعبية صورت المنظمة نفسها كمجتمع علمي لكن المؤرخين وصفوها لاحقًا بأنها «مركز لتبادل الآراء المرغوب فيها رسميًا حول اندلاع الحرب».
بعد الحرب العالمية الثانية أصبح بارنز مقتنعًا بأن المزاعم الموجهة ضد ألمانيا واليابان بما في ذلك الهولوكوست كانت دعاية وقت الحرب كانت تستخدم لتبرير تورط الولايات المتحدة في الحرب العالمية الثانية. زعم بارنز أن هناك ادعاءات كاذبة حول الحرب العالمية الثانية وهي أن ألمانيا بدأت الحرب في عام 1939 والمحرقة والتي ادعى بارنز أنها لم تحدث.
في كتابه الصادر عام 1962 «التحريفية وغسل الأدمغة» ادعى بارنز أنه كان هناك «نقص في أي معارضة جدية أو تحد منسق لقصص الفظائع وغيرها من أنماط تشويه الشخصية والسلوك الوطني الألماني». جادل بارنز بأنه كان هناك «فشل في الإشارة إلى أن الفظائع التي ارتكبها الحلفاء كانت أكثر وحشية ومؤلمة ومميتة والعديد من المزاعم الأكثر تطرفًا الموجهة ضد الألمان». ادعى أنه من أجل تبرير «أهوال وشرور الحرب العالمية الثانية» جعل الحلفاء النازيين «كبش فداء» لأعمالهم السيئة.
استشهد بارنز بمنكر الهولوكوست الفرنسي بول راسنييه الذي وصفه بارنز بأنه «مؤرخ فرنسي مميز» كشف النقاب عن «المبالغة في قصص الفظائع». في مقال نشر عام 1964 بعنوان «الاحتيال الصهيوني» الذي نشر في مجلة ميركوري الأمريكية كتب بارنز: «المؤلف الشجاع (راسنييه) يلقي باللوم الرئيسي على تحريف أولئك الذين يجب أن نسميهم المحتالين على المحرقة السياسيون الإسرائيليون الذين يستمدون مليارات الدولارات. من علامات من جثث غير موجودة أسطورية وخيالية والتي تم حساب أعدادها بطريقة غير مشوهة وغير شريفة». باستخدام راسنييه كمصدر له ادعى بارنز أن ألمانيا كانت ضحية للعدوان في كل من عامي 1914 و 1939 وأن التقارير عن المحرقة كانت دعاية لتبرير حرب عدوانية ضد ألمانيا.

## المنشورات

### الكتب
- تاريخ الكتابة التاريخية
- التحريفية وغسل الأدمغة عام 1962

### المقالات
1. "بعض الكتب الحديثة عن الشؤون الدولية". الشؤون الخارجية، المجلد 1، العدد 1 (15 سبتمبر 1922)، ص 168-174.
2. "مكانة ألبون وودبيري سمول في علم الاجتماع الحديث". المجلة الأمريكية لعلم الاجتماع، المجلد 32، العدد 1 (يوليو 1926) ص 15-44.
3. "الأهمية العامة لمسألة ذنب الحرب". حوليات الأكاديمية الأمريكية للعلوم السياسية والاجتماعية، المجلد 175: ظل الحرب (سبتمبر 1934) ص 11-18.
4. "بيرل هاربور بعد ربع قرن". اليسار واليمين: مجلة الفكر الليبرالي، المجلد 4، العدد 1 (يوليو 1926)، ص 15-44. 1 (8 أغسطس 2014)، ص 9-132.

## روابط خارجية
- هاري بارنز على موقع إن إن دي بي (الإنجليزية)